# Гамильтон, Джеймс, герцог де Шательро
Джеймс Гамильтон (англ. James Hamilton; ок. 1516 — 22 января 1575, Гамильтон), герцог де Шательро (1549—1559), 2-й граф Арран (с 1529 года), — шотландский аристократ, регент королевства Шотландии (1543—1554), один из ключевых участников политической борьбы в стране в период правления Марии I Стюарт.

## Наследник шотландской короны
Джеймс Гамильтон был вторым сыном Джеймса, 1-го графа Аррана, крупного политического деятеля периода несовершеннолетия короля Якова V.
Жизненный путь и судьба Джеймса Гамильтона во многом определялась одним единственным фактором — его крайней близостью к шотландскому престолу: он приходился внуком Мэри, старшей дочери короля Якова II. С момента смерти герцога Олбани в 1536 году и до конца своей жизни Джеймс, практически без перерыва, являлся наследником шотландского монарха (сначала Якова V, затем Марии Стюарт и Якова VI). В период многочисленных смут середины XVI века корона порой была так близка, но Джеймс так и не смог овладеть ею.

## Регент Шотландии

### Сближение с Англией
После смерти Якова V в декабре 1542 года граф Арран, как ближайший родственник малолетней королевы Марии Стюарт, был назначен регентом Шотландии. Регентский совет, однако, был сформирован из соратников умершего короля во главе с кардиналом Битоном, инициатором преследований Аррана за его симпатии к протестантству в конце правления Якова V. Но возвращение в Шотландию дворян, изгнанных или бежавших от преследований покойного короля в Англию, радикально изменило политическую ситуацию в стране.
В конце января 1543 года регент арестовал кардинала Битона и сформировал правительство из бывших эмигрантов во главе с графом Ангусом. Новое правительство стало проводить курс на сближение с Англией и поощрение распространения протестантства. 1 июля 1543 года был заключён Гринвичский договор с Англией, в соответствии с которым королева Мария должна была выйти замуж за сына и наследника английского короля Генриха VIII принца Эдуарда.
Желая поощрить Аррана, Генрих VIII предложил ему, в случае сопротивления шотландцев этому браку, разделить страну, при этом Гамильтону досталась бы Северная Шотландия. Однако, это вряд ли могло заинтересовать Аррана, владения которого находились в южной части страны. Одновременно усилилась профранцузская партия королевы-матери Марии де Гиз и кардинала Битона. Непомерные требования английского короля и возможности, открывающиеся перед Гамильтонами в случае союза с лидером шотландской церкви, заставили Аррана вновь резко изменить политический курс: в конце 1543 года регент сместил Ангуса и англофильских советников и назначил канцлером Шотландии кардинала Битона. Гринвичский договор был денонсирован, возобновлён союз с Францией и законы против еретиков.

### Война с Англией
Сближение с Францией спровоцировало возобновление войны с Англией: в 1544—1545 годах английские войска во главе с графом Хартфордом неоднократно вторгались на территорию Шотландии и, практически не встречая сопротивления, разоряли Лотиан и пограничные области. Это показало ущербность антианглийской политики в условиях несопоставимости военной мощи Шотландии и Англии. Арран был на время отстранён от власти и заменён Марией де Гиз, которая смогла привлечь на свою сторону более широкие слои дворянства, в том числе и умеренных англофилов. Убийство кардинала Битона радикальными протестантами 29 мая 1546 года и последующее обращение регента Аррана к Франции за помощью в захвате Сент-Эндрюсского замка и освобождении его сына, удерживаемого там в заложниках убийцами кардинала, повлекли за собой новое английское вторжение. 10 сентября 1547 года шотландские войска под командованием Аррана были наголову разбиты англичанами в битве при Пинки. Следствием поражения стала английская оккупация практически всей юго-восточной части страны. Сил у регента для организации сопротивления не было: религиозный раскол шотландского общества достиг уже такой стадии, что значительная часть шотландских протестантов приветствовала английские войска как освободителей.

### Французское доминирование
Аррану не оставалось ничего иного, как капитулировать перед требования Франции. В середине 1548 года новая французская армия высадилась в Шотландии, 7 июля 1548 года регент подписал договор о браке королевы Марии Стюарт с Франциском Валуа, сыном короля Франции Генриха II и вскоре юная королева была отправлена во Францию. За это в феврале 1549 года Джеймс Гамильтон получил от Генриха II титул герцога де Шательро, принесший ему крупные земельные владения за Ла-Маншем.
Профранцузская политика регента принесла свои плоды: к концу 1549 года английские войска были изгнаны из Шотландии. Но на смену им пришли французские отряды. Период с 1549 по 1554 годы характеризовался неуклонным ростом французского доминирования при одновременных попытках регента примирить враждующие группировки шотландского общества путём достижения религиозного компромисса: по инициативе Гамильтонов был введён в богослужение новый катехизис, в котором чувствовалось сильное влияние лютеранства, но упоминался и папа Римский. Однако регент уже не имел авторитета в стране, и его попытки примирить протестантов с католиками были обречены на провал.
Вступление на престол Англии в 1553 году католички Марии Тюдор устранило английскую угрозу Шотландии. Этим воспользовалась Франция: под её давлением в апреле 1554 года шотландский парламент лишил герцога де Шательро поста регента, который был передан Марии де Гиз, более преданной интересам Франции.

## Лидер протестантской революции
Новые возможности открылись перед Джеймсом Гамильтоном с началом в мае 1559 года протестантской революции в Шотландии. Вспыхнувшее в Перте восстание протестантов быстро распространилась на значительную часть страны, Мария де Гиз была изгнана из Эдинбурга. Шательро, первоначально игравший роль посредника между мятежниками и правительством, вскоре стал склоняться на сторону протестантских лордов: в их среде сложился проект брака старшего сына герцога, молодого Аррана, и английской королевы Елизаветы I. Перспектива этого союза не могла не привлечь Шательро, поскольку это бы резко повысило шансы Гамильтонов на приобретение шотландской короны. 19 сентября 1559 года Шательро объявил о своём переходе на сторону протестантов. Вскоре герцог обратился к Англии с просьбой о вводе в страну английских вооружённых сил для обеспечения торжества «истинной» веры. Смерть Марии де Гиз в июне 1560 года и Эдинбургский договор 6 июля 1560 года означали победу революции и приход к власти в Шотландии протестантов.
Шательро, однако, не смог воспользоваться плодами победы для смещения королевы Марии Стюарт и обретения шотландского престола. Время было упущено: 5 декабря 1560 года скончался Франциск II, что означало скорое возвращение королевы Марии в Шотландию, а в начале 1561 года Елизавета I окончательно отвергла кандидатуру Аррана как возможного супруга.
19 августа 1561 года Мария Стюарт вернулась в Шотландию. У Шательро родился новый матримональный проект: сочетать браком королеву и своего сына. Однако Мария отказалась связывать свою судьбу с одним из лидеров радикальных протестантов. Более того, одержимость молодого Аррана стремлением жениться на королеве стоила ему рассудка.
Шательро вскоре был оттеснён от власти более энергичными молодыми лидерами — графом Мореем и Уильямом Мейтландом. Но поспешный брак королевы с Генри Стюартом, лордом Дарнли, представителем конкурирующего с Гамильтонами рода Ленноксов, заставил объединиться Шательро и Морея против королевы. Герцог принял участие в мятеже Морея в 1565 года, и был вынужден эмигрировать во Францию.

## Лидер «партии королевы»
Лишь в феврале 1569 года, после свержения Марии Стюарт, герцог вернулся на родину. Шотландия в это время неуклонно скатывалась к гражданской войне между сторонниками свергнутой королевы (Хантли, Аргайл) и оказавшейся у власти партии радикальных протестантов (Морей, Мортон, Леннокс). Вновь были возрождены проекты брака Марии Стюарт и одного из сыновей герцога де Шательро, что способствовало переходу герцога на сторону королевы. Поражение Марии в битве при Лангсайде 13 мая 1568 года не завершило противостояния, и на протяжении следующих пяти лет в стране развернулась ожесточённая война между «партией королевы» и «партией короля» (несовершеннолетнего Якова VI). Герцог де Шательро успешно действовал против правительственных сил на западе Шотландии, однако с течением времени количество сторонников Марии уменьшалось. Одновременно активизировалась английская дипломатия.
23 февраля 1573 года под давлением королевы Англии Елизаветы I состоялось так называемое «Пертское примирение»: Шательро, его сыновья и граф Хантли, лидеры «партии королевы», признали королём Шотландии Якова VI и обязались прекратить поддержку Марии Стюарт и военные действия против правительства. Вскоре был взят Эдинбург, последний оплот сторонников Марии, и, таким образом, завершилась гражданская война в Шотландии.
Смерть герцога де Шательро в 1575 году открыла период мира и спокойствия в Шотландии.

## Брак
В 1532 году Джеймс Гамильтон женился на леди Маргарет Дуглас, дочери Джеймса Дугласа, 3-го графа Мортона. Таким образом, тёщей Гамильтона была Катерина Стюарт, внебрачная дочь Якова IV Стюарта, — его троюродная сестра.